# JT 스토리지
JTS 코퍼레이션(JTS Corporation)은 산호세에 본사를 둔 개인용 컴퓨터용 저가형 IDE 하드 드라이브 제조업체였다. 1994년 양면 플로피 디스크 드라이브의 발명가이자 탠던 코퍼레이션의 창립자인 서장 랄 탄돈("주기" 탠던)과 파산한 디스크 제조업체 칼록의 데이비드 B. 피어스가 설립했다. 회사 이름은 공동 설립자의 이름을 따서 주지 탠던 스토리지(Jugi Tandon Storage)에서 유래했다.
이 회사는 나중에 1996년에 잭 트래미얼의 아타리 코퍼레이션과 역합병을 했고, 1998년에는 모든 아타리 자산을 하스브로 인터랙티브에 매각했으며, 1999년에 최종적으로 파산 선고를 받았다.

## 역사
이 회사는 법적 명칭은 JT 스토리지(JT Storage, Inc.)로 설립되었지만, JTS 코퍼레이션(JTS Corp.)으로 거래되었다. 설립 몇 달 후 피어스는 회사를 떠났고, 탠던이 그의 역할을 대신하여 사장이 되었다. 그리고 1995년 6월, 씨게이트의 공동 설립자이자 씨게이트와 코너 페리페랄즈의 전 사장 겸 최고 운영 책임자(COO)였던 톰 미첼이 JTS의 최고 경영자(CEO)로 임명되었다.

### 첫 제품
JTS는 초기에 랩톱용 새로운 3인치 폼 팩터 드라이브에 중점을 두었다. 3인치 폼 팩터는 기존 기술로 랩톱에 더 큰 드라이브 용량을 허용했다. 컴팩은 이 드라이브를 검증하는 데 적극적으로 참여했으며, 이 폼 팩터 드라이브를 사용하여 여러 랩톱을 제작했다. 두 번째 공급원의 부족은 이 새로운 폼 팩터가 자리를 잡는 데 큰 장애물이었다. JTS는 이 문제를 해결하기 위해 웨스턴 디지털에 이 폼 팩터를 라이선스했다. 결국, 2.5인치 드라이브가 더 저렴해지면서 3인치 폼 팩터에 대한 관심이 줄어들었고, JTS와 WD는 1998년에 프로젝트를 중단했다.
JTS는 그때까지 5400 RPM 스핀들을 가진 저렴하고 중간 성능의 3.5인치 드라이브의 공급원이 되었다. 인도의 공장(현재 첸나이로 알려진 인도 남부 도시 마드라스 교외의 마드라스 수출 가공 구역에 위치한 공장)에서 생산된 이 드라이브는 낮은 신뢰성으로 악명이 높았다. 불량률이 매우 높고 품질 관리가 일관되지 않았다. 좋은 드라이브는 5년이 지나도 작동할 정도로 매우 좋았지만, 나쁜 드라이브는 거의 항상 몇 주 안에 고장 났다. 낮은 등급의 명성 때문에 JTS 드라이브는 브랜드 PC에서는 드물었고, 대부분 직접 조립한 PC나 화이트박스 PC에서 발견되었다. 제품 라인에는 팔라듐(Palladium)과 챔피언(Champion) 내부 IDE 하드 드라이브가 포함되었다.
이 드라이브의 기본 설계는 1990년대 초 티악을 위해 칼록이 수행했다. 티악은 이 설계를 착탈식 HDD 시스템의 일부로 사용했으며, 칼록(Kalok)이라는 이름으로도 판매되었다. 1994년 칼록이 파산한 후, JTS는 창립자를 최고 기술 책임자로 고용하고 티악과 Pont Peripherals에서 관련 특허를 라이선스했다.

### 아타리 코퍼레이션과의 합병
1996년 2월 13일, JTS는 전 비디오 게임 및 가정용 컴퓨터 제조업체인 아타리 코퍼레이션과의 역합병을 발표했다. 이것은 주로 편의상의 결합이었다. JTS는 제품은 있었지만 현금 흐름이 적었고, 아타리는 10년 초에 성공적인 일련의 소송과 이후의 좋은 투자로 인해 주로 자금을 보유하고 있었다. 그러나 재규어 게임 콘솔의 실패와 손실 증가, 판매할 다른 제품이 없는 상황에서 아타리는 2년 안에 자금이 바닥날 것으로 예상했다. 원래는 스토리지 회사와 아타리가 JTS 아래의 두 개의 개별 사업부로 계획되었지만, 4월에 합병이 아타리가 JTS에 합병되고 JTS가 존속 법인이 되도록 수정되었다. 아타리의 잭 트래미얼은 JTS 이사회에 합류하게 되었다.
7월 30일 합병이 공식화된 지 몇 달 만에 모든 전 아타리 직원들은 해고되거나 JTS 본사로 이전되었다. 아타리의 남은 재규어 제품 재고는 청산 가격으로도 처분하기 어려웠고, 합병 몇 달 후에도 대부분 재고로 남아있다가 1996년 12월 23일에 최종적으로 개인 청산업체로 넘어갔다. 넥스트 제너레이션 온라인은 JTS가 이 모든 자산을 소유했음에도 불구하고 아타리 사업부를 존중하지 않았다고 보도했다. 이 기간 동안 비디오 게임 소프트웨어는 개발되지 않았지만, 서드파티 라이선싱을 통해 몇몇 출시작이 나왔다. THQ의 게임보이용 슈퍼 브레이크아웃/배틀존, 미드웨이의 Arcade's Greatest Hits: The Atari Collection 1, 액티비전의 PC용 배틀존, 그리고 텔레게임즈의 여러 재규어 게임이다.

### 종말
회사는 1997년 9월 2천5백만 달러의 자금을 확보했다. 그러나 아타리로부터의 현금 유입과 투자에도 불구하고 JTS는 빠르게 자금이 바닥났다. 1998년 3월 13일, JTS는 아타리 상표와 자산을 하스브로 인터랙티브에 5백만 달러에 매각했다. 이는 워너 커뮤니케이션스가 22년 전 원래 아타리 회사에 지불했던 금액의 5분의 1도 채 되지 않는 금액이었다. 4월 중 두 차례에 걸쳐 JTS 직원들이 해고되었고, 그 중에는 오랜 기간 아타리에 몸담았던 사람들도 포함되었으며, 회사는 곧 AMEX에서 퇴출되었다. 그 해 12월 11일, JTS는 챕터 11 파산 보호 신청을 했으며, 보고된 자산은 420만 달러, 부채는 1억 3600만 달러였다. 그러나 1999년 1월 28일, 파산 법원이 신청을 최종적으로 챕터 7 강제 청산으로 전환하면서 회사는 영구히 문을 닫았다. 사장이자 CEO였던 톰 미첼은 다음 해에 파브리넷(Fabrinet)을 설립하면서 디스크 스토리지 산업으로 복귀했다.